# Diederik primogenitus
Diederik primogenitus was de oudste zoon van graaf Diederik IV/VI van Kleef.

## Leven
Diederik primogenitus werd waarschijnlijk omstreeks 1214/1215 als zoon van graaf Diederik IV/VI van Kleef uit diens eerste huwelijk met Mathilde van Dinslaken geboren. In 1230 wordt hij voor het eerst in een oorkonde vermeld en trad het volgende jaar als zegelhouder op. Vanaf 1237 wordt hij jonggraaf van Kleef genoemd. Sinds 1233 was hij met Elizabeth, een dochter van hertog Hendrik I van Brabant getrouwd, met wie hij twee dochters had:
- Mechthild (- 1304), ∞ Gerhard van Durbuy (1223 - ca. 1303)
- Elizabeth (- na 1283)

Diederik regeerde zelfstandig over het op de rechter Rijnoever gelegen deel van het graafschap Kleef en was heer van Wesel, en waarschijnlijk ook van Dinslaken. In 1241 vaardigde hij voor Wesel het eerste Kleefse stadsrechtsprivilege uit. Diederik stierf vermoedelijk op 24 maart 1245 in de Sticht Wissel en daarmee lang voor zijn vader.

## Bijnaam
In het historisch onderzoek heeft de bijnaam Diederik primogenitus voor de jonggestorven eerstgeborene zoon van graat Diederik IV/VI van Kleef durchgesetzt, om hem in het bijzonder van zijn jongere broers Diederik V/VII van Kleef en Diederik Luf I te kunnen onderscheiden. In de bronnen worden echter ook andere leden van het Kleefse gravenhuis als Diederik primogenitus aangeduid, zo bijvoorbeeld ook Diederik V/VII na de dood van zijn broer, hoewel hij duidelijk niet de eerstgeborene van zijn vader (waarschijnlijk echter wel de oudste nog levende zoon) was.